# Relations entre les Bahamas et l'Inde
Les relations entre les Bahamas et l'Inde sont les relations bilatérales du Commonwealth des Bahamas et de la république de l'Inde. Les Bahamas ont un consulat honoraire à New Delhi,. Le haut-commissariat de l'Inde à Kingston, en Jamaïque, est également accrédité aux Bahamas.

## Histoire
Les Bahamas et l'Inde se sont toujours soutenues mutuellement dans divers forums internationaux et multilatéraux tels que les Nations unies. Les Bahamas ont soutenu la Convention générale sur le terrorisme international (en) proposée par l'Inde aux Nations unies, et ont également soutenu la candidature de l'Inde à un siège non permanent au Conseil de sécurité des Nations unies pour l'année 2011-2012. Le pays soutient également la candidature de l'Inde à un siège permanent au Conseil de sécurité des Nations unies,. Les deux pays ont souvent voté pour les candidats de l'autre pays au sein d'organisations telles que le Conseil de sécurité de l'ONU, le Conseil des droits de l'homme de l'ONU, le Comité pour l'élimination de la discrimination à l'égard des femmes, le Commonwealth, la Commission du droit international et l'Organisation maritime internationale. Les Bahamas ont été les premiers à soutenir la candidature du diplomate indien Kamalesh Sharma au poste de secrétaire général du Commonwealth. Le ministre des affaires étrangères des Bahamas, Frederick Mitchell, a déclaré que M. Sharma apportait un soutien important aux petits États insulaires en développement comme les Bahamas.
Le Premier ministre Rajiv Gandhi s'est rendu à Nassau en octobre 1985 pour assister à la réunion des chefs de gouvernement du Commonwealth (CHOGM),. Le secrétaire du ministère des affaires extérieures s'est rendu aux Bahamas en septembre 2005 pour y tenir des consultations avec le ministère des affaires étrangères. Le ministre des affaires étrangères et de la fonction publique des Bahamas, Frederick Mitchell, accompagné d'une délégation d'hommes d'affaires, s'est rendu en Inde en janvier 2006. Au cours de cette visite, un accord de coopération bilatérale entre les deux gouvernements et un accord sur l'établissement d'un conseil d'affaires conjoint entre la Fédération des chambres de commerce et d'industrie indiennes (en) et la Chambre de commerce des Bahamas ont été signés. Mitchell s'est rendu à nouveau dans le pays en mars 2006, accompagnant l'épouse du Premier ministre de l'époque, Perry Christie, lors de sa visite privée en Inde. Le ministre d'État Prithviraj Chauhan s'est rendu aux Bahamas en mai 2006 pour participer à la conférence des ministres de la jeunesse du Commonwealth.
Le haut-commissariat de l'Inde à Kingston, en Jamaïque, a été simultanément accrédité aux Bahamas en août 2004. Les Bahamas ont nommé un consul honoraire à New Delhi en octobre 2006. Les premiers ministres Hubert A. Ingraham et Manmohan Singh ont tenu une réunion bilatérale en marge du sommet CHOGM à Kampala en novembre 2007. Au cours de cette réunion, M. Ingraham a demandé la coopération de l'Inde dans les domaines de l'énergie solaire, de l'enseignement technique et professionnel, des spécialistes, des enseignants et de l'assistance informatique.
Le ministre des affaires étrangères Mitchell s'est rendu en Inde une décennie plus tard, en avril 2016. Au cours de cette visite, il a sollicité le soutien de l'Inde pour plusieurs candidats bahamiens aux élections des organisations multilatérales, et a également promis le soutien de son pays pour les candidats indiens aux élections des organisations multilatérales.